# Evangelische Kirche (Lindenstruth)

Südseite der Kirche

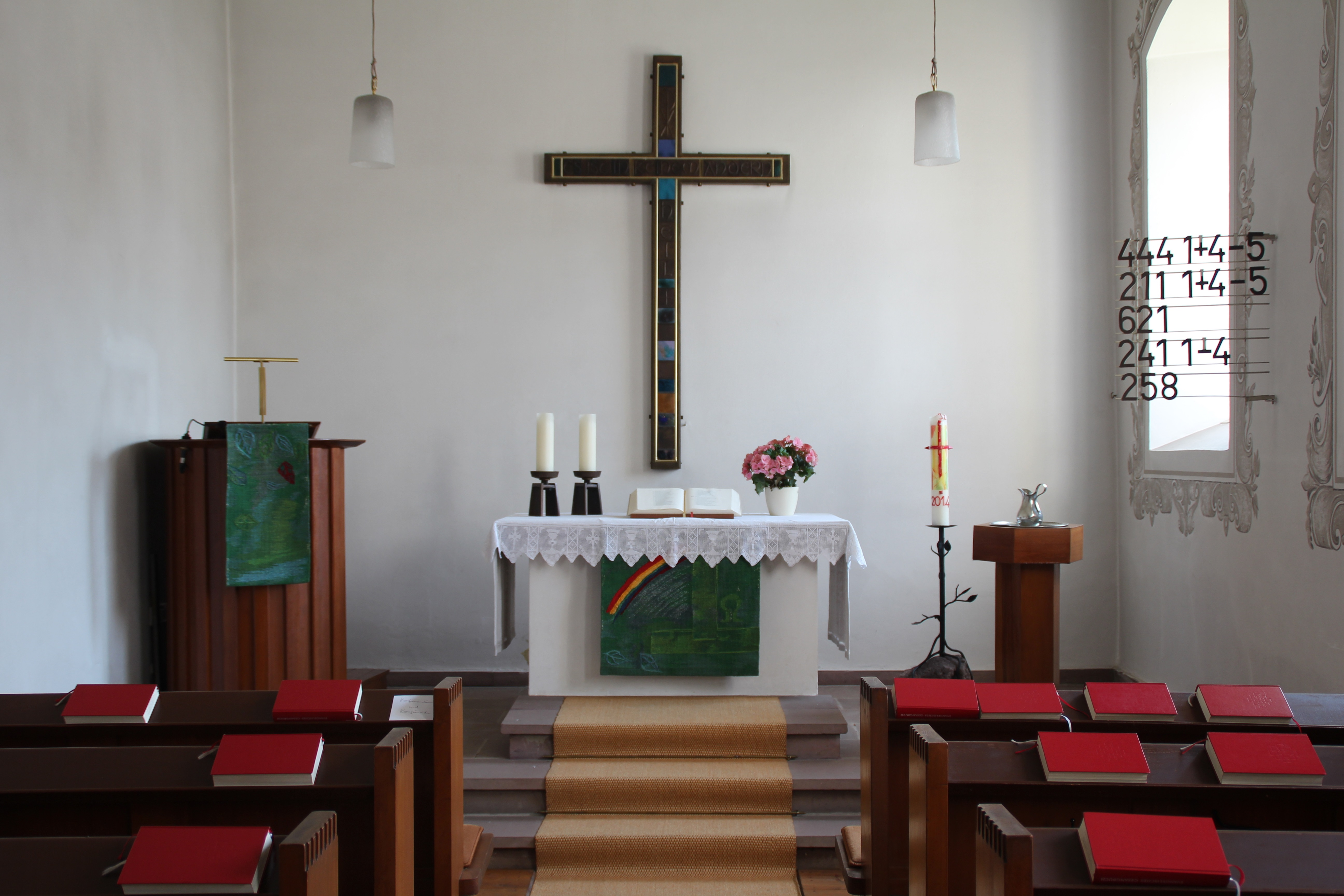
Altarbereich Richtung Osten

Die Evangelische Kirche in Lindenstruth, einem Ortsteil von Reiskirchen (Hessen), ist eine im Kern gotische Saalkirche von etwa 1370. Bei einem Erweiterungsumbau in den Jahren 1740/1741 erhielt sie ihre maßgebliche barocke Gestalt; die Innenausstattung geht auf das Ende der 1950er Jahre zurück. Das hessische Kulturdenkmal hat auf dem Walmdach einen sechsseitigen Dachreiter.

## Geschichte

Vermauertes Südportal

Eine romanische Kirche in Lindenstruth war ursprünglich wahrscheinlich selbstständig. Ein spätromanischer Taufstein aus Lungstein mit Rundbogenfries aus der zweiten Hälfte des 13. Jahrhunderts wurde 1910 an das Wetterau-Museum in Friedberg verkauft und ging dort verloren. Der Vorgängerbau wurde im 14. Jahrhundert durch eine Kurat-Kapelle ersetzt. Im Jahr 1453 ließ die Gemeinde eine Glocke (0,56 Meter Durchmesser) gießen, die dem hl. Cyriacus geweiht wurde. 1668 folgte eine zweite Glocke (0,46 Meter Durchmesser).
Mit der Reformation wechselte die Kirchengemeinde zum evangelischen Bekenntnis und wurde seitdem von Wirberg betreut. Von 1577 bis 1912 wurde Lindenstruth Filial von Saasen-Veitsberg, seitdem von Winnerod. Im 18. Jahrhundert wurde die Kirche zunehmend baufällig, sodass 1738 der damalige Wirberger Pfarrer Martin Balthasar Fischer und der Grünberger Dekan in einem Bittgesuch einen Neubau beantragten: „Die Kirche ist dergestalt von unten an biß oben auß, von Dach und Fach, von Maur und allem sehr alt und baufällig, daß sie alle Augenblick, zumahl wan ein starcker Sturmwind entstehen solte, den Einfall drohet. […] Muß also von neuem gebauet werden, wann sie anderst nicht über einen Hauffen fallen soll. […] Es sind keine Fenster mehr da  […]. Kurtz es siehet nicht einer Kirche gleich, sondern einer alten ruinosen Scheur.“ Stattdessen erfolgte ein eingreifender Erweiterungsumbau unter Einbeziehung älterer Holzbalken. Das Satteldach und die beiden steinernen Giebel wurden abgerissen, durch ein neues Dach ersetzt, die Decke erneuert und ein Dachreiter aufgesetzt. Eine der beiden achteckigen Holzstützen, die bis dahin den Unterzug getragen hatte, wurde für das neue Dach wiederverwendet. Statt der drei mittelalterlichen Fenster wurden größere Fenster und ein neues Südportal eingebrochen. Das Gotteshaus erhielt eine Nord- und Westempore und eine neue Inneneinrichtung im Stil des Barock. Zudem wurden Decke, Wände und Emporen mit Malereien versehen. Eine Inschrift an der Nordwand erinnerte an den Baubeginn 1740, eine in der Südwand an den Abschluss 1741. Die erste lautete: „ANNO CHRISTI IM JAHRE 1740/ IST DER ANFANG ZU DISEM KIRCHENBAU UND GOTTES HAUS ZU/ BAUEN ANGEFANGEN UND UNTER DER/ ZEIT AO 1741 DEN 15 TAG AUJUSTI VON DIESER GEMEIND/ DURCH GOTTES HILFE UND BEISTAND ERBAUET/ WORDEN DER BAUMEISTER IST GEWESSEN HERR JOHANNES/ ALBACH UND DIE BERED SÖNIOREN SIND/ HERR CASSBER UND HERR HENRICH RIEHL, WELCHE SICH BEY DISEM KIRCHEN INDESSEN/ ALS MITT HELFER BEY DISEM BAUEN TREULICH UND ERLICH ER ZEIGT HABEN“, die zweite: „IM JAHR CHRISTI ANNO 1741 IST DIESE KIRCHE/ RENOVIRT WORDEN UND IST GEWESEN ZEITLICHER/ PFARRER HERR MARTIN BALSSER FÜSCHER WON/ HAFFT AUFFEM WIERBERG.“
Im Zuge einer Renovierung wurden 1912 die zwischenzeitlich übertünchten Malereien wieder freigelegt und restauriert. Als Ende der 1950er Jahre ein Gemeindezentrum mit zwei Sälen und Küche angebaut wurde, wurde die komplette Innenausstattung der Kirche ersetzt und die Malereien und Inschriften zerstört. Vier symmetrisch angebrachte Fenster ersetzten die barocken Fenster. Der 1,50 Meter hohe, ovale Helmaufbau auf der Turmhaube wurde entfernt.
Lindenstruth ist seit 1981 mit den Kirchengemeinden Burkhardsfelden und Reiskirchen pfarramtlich verbunden; alle gehören zum Dekanat Gießener Land in der Propstei Oberhessen in der Evangelischen Kirche in Hessen und Nassau.

## Architektur

Bekrönung des Dachreiters

Die geostete Kirche ist ein Saalbau aus Bruchsteinmauerwerk mit Eckquaderung an der Ostseite auf rechteckigem Grundriss, deren Mauereinfriedung im Süden und Osten erhalten ist. Teilweise ist das mittelalterliche Mauerwerk noch erhalten. Der Innenraum wird durch vier Stichbogenfenster in der Südwand belichtet; die übrigen Seiten sind fensterlos. Das spitzbogige, sekundär vermauerte Südportal (0,83 Meter breit) ist mit der Jahreszahl 1370 bezeichnet. Eine darüber eingelassene Inschrift (0,26 × 0,23 Meter) in gotischen, schwer entzifferbaren Majuskeln datiert aus demselben Jahr: „MCCCLXX VIII MEI BERNGR.“ Das barocke rechteckige Portal mit profiliertem Gewände aus Sandstein, das rechts neben dem gotischen Portal annähernd mittig in der Südwand eingebrochen wurde, ist ebenfalls vermauert.
Dem verschieferten, vorkragenden Walmdach ist mittig ein sechsseitiger Dachreiter mit kleinen rundbogigen Schalllöchern aufgesetzt. Er beherbergt zwei Glocken, eine große in d2 von 1960 mit der Inschrift „Land, Land höre des Herrn Wort“ und eine kleinere von 1958 auf fis2. Der Dachreiter ist vollständig verschiefert und schließt mit einer flach geschweiften Haube ab, die von Turmknauf, schmiedeeisernem Kreuz und Wetterhahn bekrönt wird.

## Ausstattung

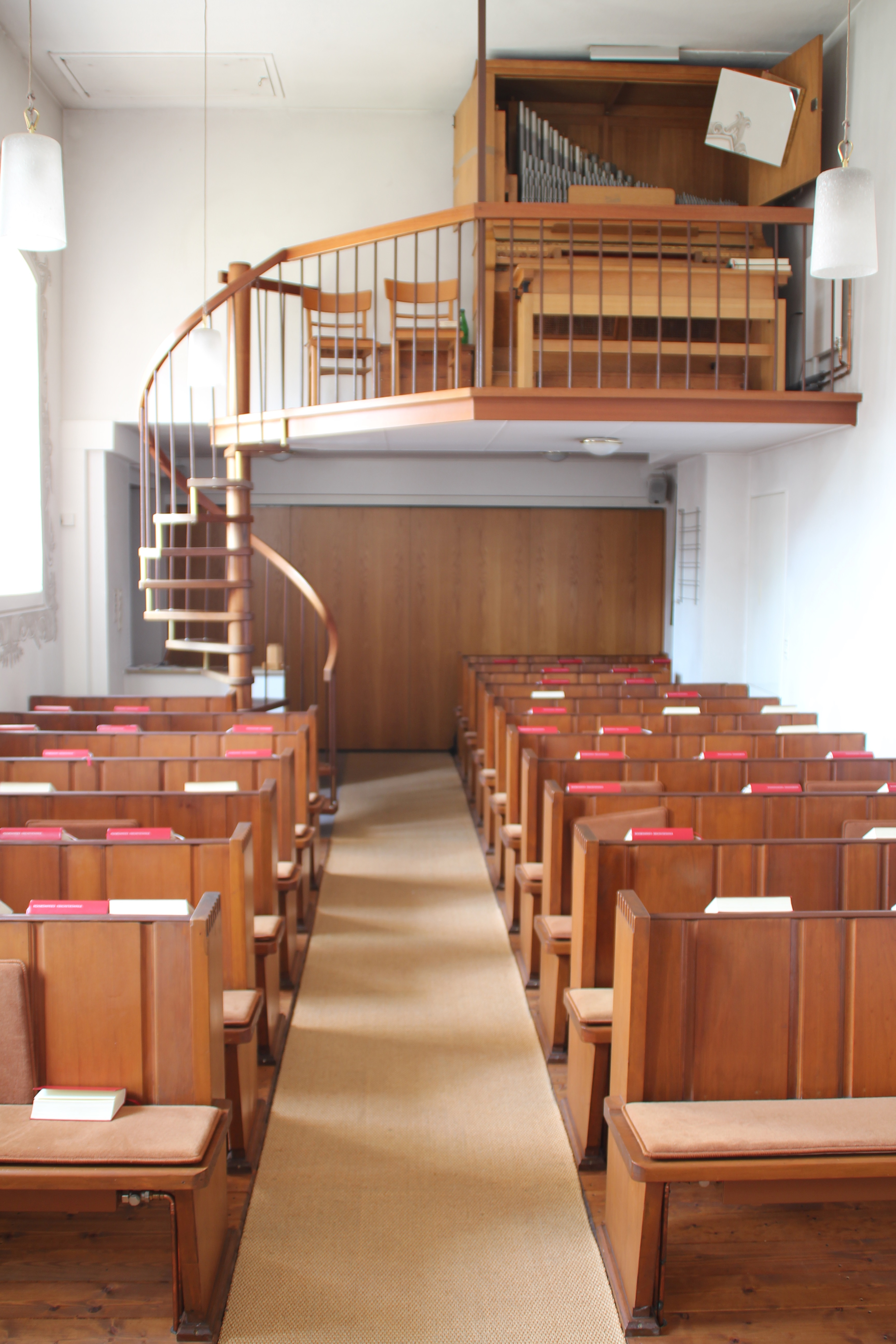
Innenraum nach Westen

Der Innenraum wird von einer Flachdecke abgeschlossen. Die gesamte Inneneinrichtung wurde bei der Renovierung in den 1950er Jahren zerstört und durch eine neue ersetzt. Auch die Malereien und Inschriften fielen der Erneuerung zum Opfer. Die Umrahmung der Stichbogenfenster ist mit Rocaillen bemalt.
Der östliche Teil, dessen Fußboden mit roten Sandsteinplatten belegt ist, ist um zwei Stufen erhöht und dient als Altarbereich. Der Blockaltar ist um eine weitere Stufe erhöht und wird von einer Platte abgeschlossen. Links davon steht die schlichte, halbrunde hölzerne Kanzel, rechts ein sechsseitiges Taufbecken aus Holz auf sechsseitigem Fuß. An der Ostwand ist ein großes Kreuz angebracht, das mit dem Bibelvers „Es ist in keinem andern Heil“ beschrieben (Apg 4,12 ) und mit einigen Rechtecken in verschiedenen Blautönen belegt ist.
Das hölzerne Kirchengestühl lässt einen Mittelgang frei. Für die Orgel wurde in der Nordwestecke eine kleine Orgelempore eingebaut, die durch eine Wendeltreppe zugänglich ist. Eine flexible Holzwand in der Westwand ermöglicht die Vergrößerung des Kirchenraums durch Einbeziehung des benachbarten Gemeindesaals.

## Orgel

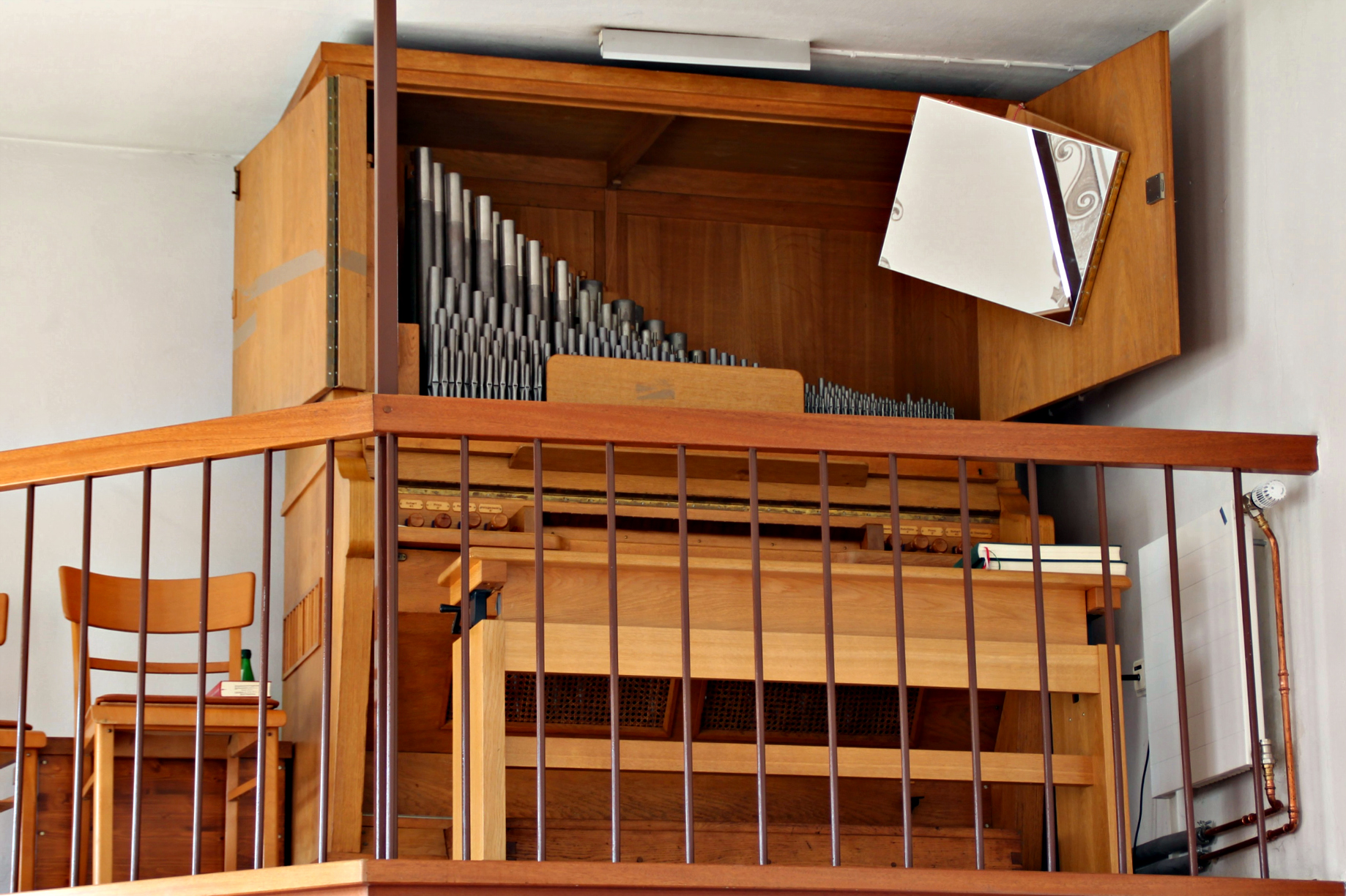
Orgelpositiv auf der Westempore

Im 19. Jahrhundert erhielt die Kirche eine neue Orgel. 1978 schaffte die Gemeinde ein gebrauchtes Positiv der Firma Emanuel Kemper an, das im Jahr 1964 gebaut wurde. Das Instrument verfügt über fünf Register auf mechanischen Schleifladen. Im Spielschrank ist das Regal 16′ für das Pedal eingebaut. Das einmanualige Instrument ist vorderspielig. Die Disposition lautet wie folgt:
| I Manual C–f3   |    |
| Holzgedackt B/D | 8′ |
| Rohrflöte B/D   | 4′ |
| Prinzipal B/D   | 2′ |
| Scharff IV B/D  |    |
| Tremulant       |    |

| Pedal C–d1 |     |
| Regal      | 16′ |

- Koppeln: I/P